# Линейные корабли типа Essex
Тип линейных кораблей Essex — два 64-пушечных линейных корабля третьего ранга, построенных для Королевского флота сэром Томасом Слейдом по проекту, утверждённому 31 января 1759 года. По сути проект представлял собой почти точную копию HMS Asia, разработанного Слейдом несколькими месяцами ранее, так что их иногда рассматривают как единый тип. Эти три корабля были первыми британскими 64-пушечными кораблями строившимися для Королевского флота (все предыдущие были перестройками из старых 60-пушечных). Как обычно для новых проектов они имели несколько увеличенные размеры и дополнительные пушечные порты. Несмотря на это они несли на гон-деке только 24-фунтовые пушки, в отличие от 32-фунтовых у предшественников 1740-х годов. Оба корабля типа были заказаны 31 января 1759 года и строились на частных верфях — первый на верфи Уэллса, второй на верфи Перри.

## Корабли
- HMS Essex

Строитель: Стэнтон, Ротерхит

Заказан: 31 января 1759 года

Спущён на воду: 28 августа 1760 года

Выведен: продан на слом в 1799 году

- HMS Africa

Строитель: Перри, Блэкуолл

Заказан: 31 января 1759 года

Спущён на воду: 1 августа 1761 года

Выведен: продан на слом в 1774 году